# 1850 w polityce

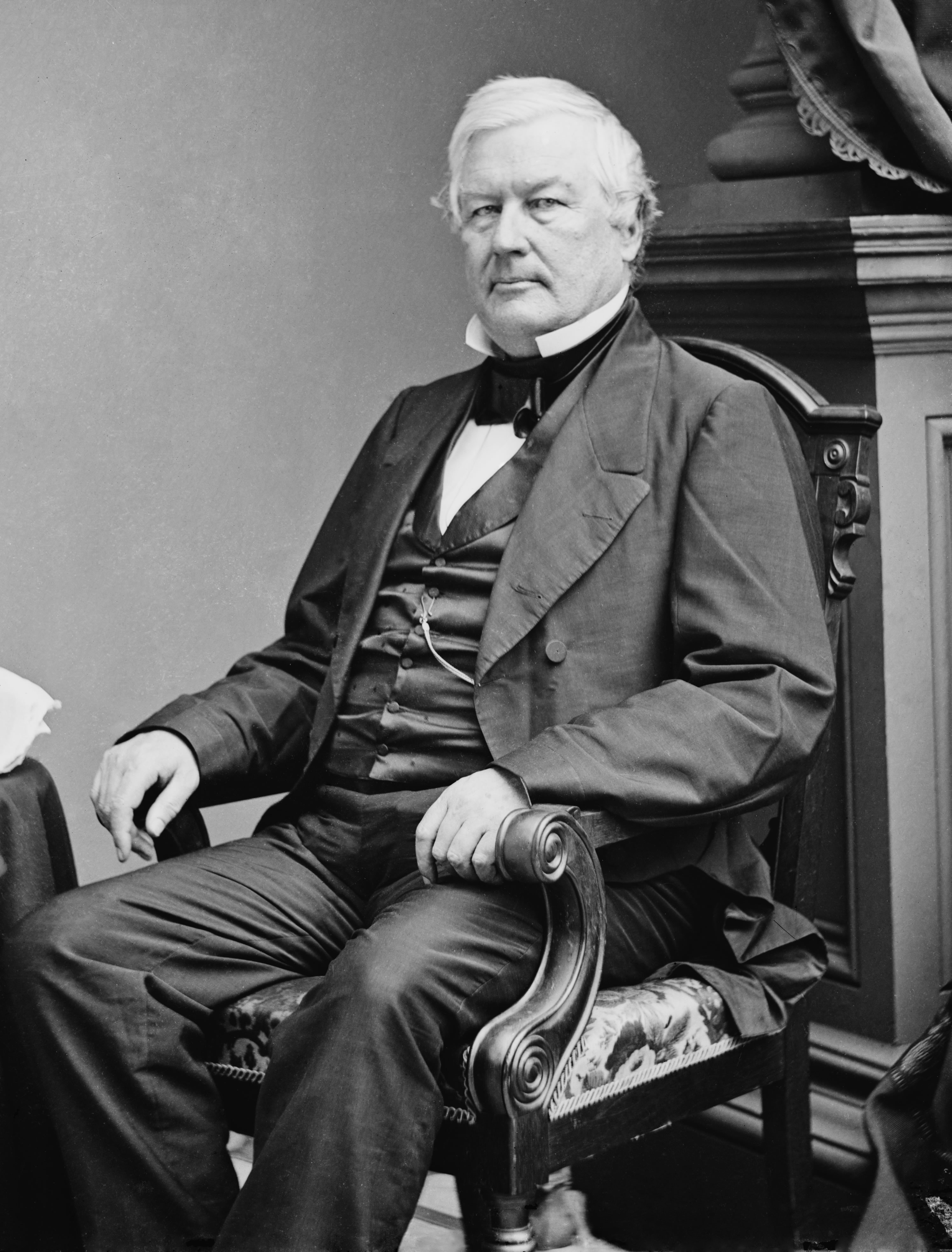
Millard Fillmore

Wydarzenia polityczne w 1850 roku.

## Wydarzenia
- Millard Fillmore został prezydentem Stanów Zjednoczonych[1].

## Zmarli
- Zachary Taylor, prezydent Stanów Zjednoczonych[2].